# Trillian (litterär figur)
Trillian, en litterär figur i Douglas Adams romaner om Liftarens guide till galaxen. Trillian är en jordbo precis som Arthur Dent och hade lyckan att lämna jorden med Zaphod Beeblebrox några månader före jordens undergång då vogonerna pulvriserade jorden för att bygga sin intergalaktiska motorväg.
Det är inte omöjligt att det har funnits en "affär" mellan Trillian och Arthur. Då författaren i den fjärde boken ställer frågan om det eventuellt "blev någonting" blir svaret: "Sköt er själv."
I filmen "blir det" definitivt "någonting" mellan Arthur och Trillian, medan Zaphod besvarar inviterna från sin kvinnliga vicepresident Questular Rontok.
Egentligen heter Trillian Tricia McMillan men tog sig namnet Trillian då det lät mera "rymd-aktigt"